# Honda NC 750 X
Die NC 750 X ist ein teilverkleidetes Motorrad des japanischen Fahrzeugherstellers Honda und wurde im November 2013 auf der Motorrad-Messe EICMA in Mailand als Nachfolger der NC 700 X vorgestellt.

## Bezeichnung
Die Verkaufsbezeichnung NC steht für New Concept, ein Baukastenprinzip für Mittelklassemotorräder, das auch für die Modelle NC 750 S, Integra 750 und für deren Vorgängermodelle genutzt wird. Motor, Rahmen, Kraftstofftank und Bedienelemente sind bei diesen Modellen weitgehend gleich, was Entwicklungs- und Fertigungskosten senkt.
Der Buchstabe X in der Verkaufsbezeichnung deutet auf den von Honda verwendeten Begriff Crossover hin, der für Motorräder mit Tendenz zum Offroader (für Fahrten im Gelände) steht.
Die erste Ausführung der NC 750 X (Baujahr 2014–2016) trägt den Werkscode RC 72, es folgte das Modell RC 90 (2016–2020) und das im Jahr 2021 eingeführte Modell RH 09.
In der Zulassungsbescheinigung werden die Handelsnamen NC 750 XA für die Ausführung mit Fußschaltgetriebe und NC 750 XD für die Variante mit dem Doppelkupplungsgetriebe verwendet, das sowohl automatisch als auch manuell über Tasten am Lenker geschaltet werden kann. Diese Unterscheidung im Namen wird auch im Honda-Fahrerhandbuch gebraucht, ist aber auf der offiziellen Internetseite des Modells nicht zu finden.

## Motorisierung
Die NC 750 X hat einen Parallel-Twin-Motor mit 270 Grad Hubzapfenversatz und 745 cm³ Hubraum. Die zwei Zylinder haben eine Bohrung von 77 mm, die Kolben einen Hub von 80 mm bei einem Verdichtungsverhältnis von 10,7 : 1. Durch die langhubige Auslegung des Motors sind Treibstoffverbrauch und Leistungsdichte gering (43 kW bei 6750/min mit einer Motormasse von 62,4 kg oder 69,2 kg mit dem Doppelkupplungsgetriebe). Zwei Ausgleichswellen verringern die Motorschwingungen. Der Verbrauch wird mit 3,5 l/100 km angegeben, gemessen im WMTC-Modus. Aus Kostengründen wurden Kolben, Pleuel und Ventilsteuerung vom Motor des Kleinwagens Honda Jazz übernommen und bei der Konstruktion auf eine geringe Zahl von Bauteilen geachtet. So wird die Ölpumpe über eine Ausgleichswelle angetrieben und die Wasserpumpe über die Nockenwelle.
Die Zylinder sind um 62 Grad nach vorn geneigt, was eine gute Schwerpunktlage und niedrige Einbauhöhe ermöglicht.

## Besonderheiten

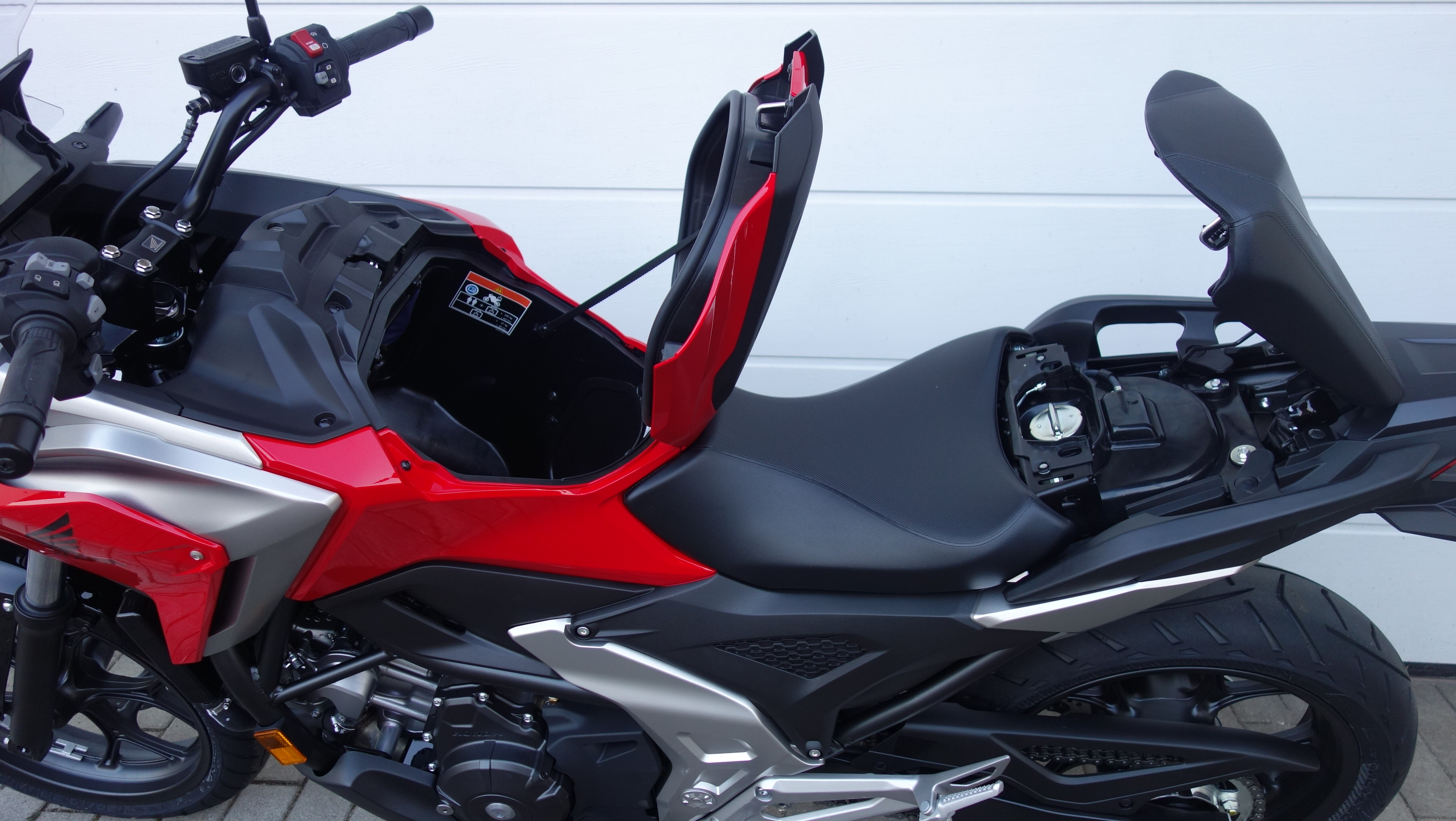
Geöffnetes Staufach und geöffnete Sozius-Sitzbank mit Tankeinfüllstutzen

Vor dem Fahrersitz, wo sich üblicherweise der Kraftstofftank befindet, hat die NC 750 X ein ca. 23 Liter fassendes Staufach, in das ein Integralhelm passt. Der 14,1 Liter fassende Kraftstofftank liegt unter dem Fahrersitz, der Tankdeckel ist unter dem hochklappbaren Soziussitz. Dadurch liegt der Schwerpunkt niedriger.
Die NC 750 X wird wahlweise mit einem Doppelkupplungsgetriebe (Dual clutch transmission – DCT) angeboten, das einen vollautomatischen Gangwechsel ermöglicht.

## Modellpflege

### Erste Ausführung 2014 (RC72)
Das im Jahr 2014 mit Werkscode RC 72 eingeführte Modell hat gegenüber dem Vorgänger NC 700 X einen Motor mit 75 cm³ größerem Hubraum und einer auf 40 kW (54 PS) gesteigerten Nennleistung. Der Bordcomputer wurde um verschiedene Funktionen wie eine Kraftstoffverbrauchs- sowie eine Ganganzeige ergänzt. Das Combined ABS wurde hingegen nicht mehr in das Nachfolgemodell übernommen, hier ist es ein herkömmliches Antiblockiersystem bei dem sowohl Vorderrad- als auch Hinterradbremse separat betätigt werden.

### Modelljahr 2016 (RC90)
Am 29. Januar 2016 stellte Honda eine überarbeitete Version der NC 750 X mit dem Werkscode RC 90 vor. Dieses Modell hat neue Farben und Dekore, LED-Scheinwerfer und -Rücklicht, vergrößerte Flüssigkristallanzeige mit Balkendisplay, einen höheren Windschild, eine neue Showa-Vorderradgabel, ein Showa-Federbein mit verstellbarer Federvorspannung, ein um 1 Liter vergrößertes Helmfach unter der Tankklappe, einen kompakteren Schalldämpfer und ein neues DCT-Doppelkupplungsgetriebe mit dreistufigem Sportmodus. Zudem ist die NC 750 X nun in die Emissionsklasse Euro 4 eingestuft.
Ein kleineres Update des Modells erfolgte 2018 mit Einführung einer zweistufigen Antriebsschlupfregelung. Außerdem wurde 2018 die maximale Drehzahl um 900/min angehoben auf nun 7500/min.

### Modelljahr 2021 (RH09)
Im Jahr 2021 wurde mit Einführung des Modells RH 09 durch geänderte Steuerzeiten (Zeit, während der die Ventile offen sind) die Leistung auf 43 kW (58 PS) erhöht und der Motor gemäß der Abgasnorm Euro 5 ertüchtigt. Die maximale Drehzahl wurde dabei um 600/min auf 7000/min erhöht und die Getriebeübersetzung der ersten drei Gänge verkürzt. Eingeführt wurde in diesem Modelljahr auch die Steuerung des Motors mit „Throttle by wire“, das verschiedene Fahrmodi ermöglicht. Durch einen neu konstruierten Rahmen und weitere Optimierungen konnte das Gewicht um 6 kg reduziert werden. Dabei verringerte sich auch die Sitzhöhe von 83 cm auf 80 cm. Geändert wurden außerdem die Verkleidung, die LED-Beleuchtung und das LC-Display.
Nicht mehr im Angebot ist seit diesem Modelljahr die Naked-Bike-Version NC 750 S.

## Verbreitung
Die Honda NC 750 X ist eines der meistverkauften Honda-Motorräder in Deutschland: Von 2010 bis 2019 belegte es mit 8118 Neuzulassungen den dritten Platz nach der Africa Twin und der CB 500 F. Laut der Zulassungsstatistik des Kraftfahrt-Bundesamtes waren am 1. Januar 2024 in Deutschland 9.999 Modelle des Typs zugelassen.

## Kritiken
„Ein Showbike ist die Honda NC 750 X nach wie vor nicht, doch davon gibt es sowieso zu viele. Mit dem stärkeren Motor und der kürzeren Übersetzung gewinnt sie an Temperament, und weil sie nicht mehr ständig in den Begrenzer läuft, geraten sogar Passfahrten zur reinen Freude. Praktisch ist sie mit ihrem Staufach und dem genügsamen Verbrauch ohnehin.“